# Збірна України з пляжного футболу
Збірна України з пляжного футболу представляє Україну на офіційних змаганнях з пляжного футболу.
Була заснована у 2001 році. Контроль та організацію здійснює Українська асоціація футболу.

## Історія та досягнення

### 2003–2007
Збірна України з пляжного футболу провела свій перший офіційний матч 29 липня 2003, поступившись 5:2 чемпіонам світу, бразильцям, на турнірі Мундіаліто. На цьому ж турнірі українці святкували й першу перемогу — над збірною командою США з рахунком 6:5. Тренував команду на той час Олег Саленко, колишній гравець Динамо (Київ).
У 2004–2005 роках граючим тренером збірної був інший динамівець, Віктор Мороз, його помічником — Володимир Залойло. Команді вдалося кваліфікуватись на фінальну частину розіграшу Євроліги-2004 з першого місця в групі. В дебютному матчі фінальної частини підопічні Мороза переграли чинних володарів трофею, іспанців. В тому ж турнірі українці здобули свої перші нагороди, посівши третє місце Євроліги. Цей успіх відкрив шлях до розіграшу Чемпіонату Світу-2005.
2005 року збірна України посіла четверте місце в розіграші Мундіаліто, четверте місце (в обох турнірах серед восьми команд) та нагороду fair-play Кубка Європи і вийшла в чвертьфінал світової першості, опинившись у вісімці найкращих команд світу.
Наступні два роки команду тренував Віталій Шишов. Під його керівництвом збірна виборола Кубок Європи з пляжного футболу 2007.
- Бронзові призери Європейської ліги (Euro Beach Soccer League) 2004 року.
- Володарі Кубка Європи 2007 року.

### 2007–2013
Під орудою нового тренера, Сергія Кучеренка, українці здобули «золото» в Європейській кваліфікації 2010 до чемпіонату світу, а разом з тим і звання чемпіонів Європи. Однак у фінальній стадії світової першості, що проходила 2011 року в італійському місті Равенна збірна України не змогла вийти з групи. Перемога над Японією і невдачі в іграх проти Бразилії та Мексики: нічиї в основний час і програш у серіях пенальті.
- Чемпіони Європи 2010
- Переможці офіційного турніру BSWW Kyiv Cup 2012.
- Бронзові призери Європейського кваліфікаційного турніру в Москві (липень 2012).

У московському турнірі 2012 команда забезпечила собі право участі в розіграші Кубку Світу-2013 на Таїті.
У травні 2013 року на стадіоні Гідропарк Арена проходив відбірковий турнір Євроліги, українці поступились у ньому першою сходинкою збірній Польщі, проте забезпечили собі участь у фінальній частині змагання, де зайняли сьоме місце.
Протягом останніх шести років збірна України має незмінний тренерський штаб, сталий склад досвідчених гравців, тренувальну базу, спонсорську та глядацьку підтримку.

### 2022
Ігри в Назаре
Протягом 2-3 липня 2022 року, чоловіча збірна з пляжного футболу взяла участь у відбірних іграх Євроліги 2022, у португальскому Назаре. 2 червня українська чоловіча збірна з пляжного футболу поступилася збірній з Іспанії, з рахунком 1:4. 3 червня українська збірна поступилася збірній з Італії, з рахунком 3:5. Після двох матчів, українська збірна посіла 4 місце у групі В.
Протягом 1-3 липня 2022 року, жіноча збірна з пляжного футболу взяла участь у відбірних іграх Євроліги 2022, у португальскому Назаре. 1 червня українська жіноча збірна поступилася жіночій збірній з Англії, з рахунком 3:4. 2 червня українська збірна поступилася жіночій збірній з Іспанії, з рахунком 1:3. 3 червня українська збірна виграла у жіночої збірної з Чехії, з рахунком 4:0. Після трьох матчів, українська жіноча збірна з пляжного футболу посіла 5 місце.
Згідно з жеребкуванням, у іспанському Сан-Садурні-д’Аноя, Європейської кваліфікації Всесвітніх пляжних ігор 2023 року на Балі, українські збірні з пляжного футболу зіграють: 
- Чоловіки у Групі С з командами Швейцарії та Азербайджану.
- Жінки у групі В з командами Іспанії, Швейцарії та Швеції.[4]

Чемпіонат України з пляжного футболу 2022
У 2022 році чемпіонат України з пляжного футболу проходив з 17 по 21 серпня і у ньому брали участь 8 команд: NC Beachsoccer, Viknar'off, Альтернатива, Артур Мюзік, Гріффін, Динаміка, ФК VIT, ФК Вибір.
Чемпіоном України з пляжного футболу 2022 стала команда ФК VIT, здолавши у фіналі Артут Мюзік з рахунком 2:1
Відбір до Всесвітніх пляжних ігор 2023 року на Балі. Італія, Катанія
Чоловіча збірна
Перша гра 30.08.22 з Азербайджаном принесла перемогу і прохід до чвертьфіналу, з рахунком 5:4 на користь української збірної. 31.08.22 українська збірна поступилася збірній Швейцарії з рахунком 3:7. Після поразки з Швейцарією, українська чоловіча збірна з другого місця вийшла у плей-офф на першу команду групи А, господаря відбору — Італію. 02.09.22 збірна України виборола перемогу у збірної Італії, завдяки голу Андрія Пашка у овертаймі. Перемога над Італією забезпечила українській збірній вихід до півфіналу Всесвітніх пляжних ігор 2023 на Балі.  У півфіналі проти Іспанії, 03.09.22 українська збірна поступилася з рахунком 7:4 на користь іспанської збірної. 04.09.22 українська збірна виборює перемогу у збірної Швейцарії з рахунком 4:3 на користь України і посідає третє місце у кваліфікаційному раунді. 
Жіноча збірна
Перша гра 31.08.22 з Швейцарією закінчилася поразкою для української жіночої збірної з рахунком 5:3 на користь Швейцарії. 01.09.22 українська жіноча збірна створює сенсацію і перемагає найсильнішу збірну світу з пляжного футболу - Іспанію, з рахунком 2:1 на користь України. 02.09.22 українська жіноча збірна виборола перемогу у збірної Швеції з рахунком 5:2 на користь України. Ця перемога автоматично забезпечила українській жіночій збірній путівку на Всесвітні пляжні ігри 2023 на Балі і дала вихід у півфінал європейської кваліфікації проти команди з Італії. 03.09.22 українська жіноча збірна у овертаймі, завдяки голу Анастасії Кліпаченко, виборює перемогу у італійської збірної з рахунком 4:3 на користь України.  У фіналі кваліфікаційного раунду проти Англії, українська збірна поступилася з рахунком 0:3 на користь англійської збірної. Таким чином, українська жіноча збірна посіла друге місце у кваліфікаційному раунді. 

## Рейтинг
За 2018-2022 роки, чоловіча збірна України з пляжного футболу мала наступний рейтинг серед світових команд з пляжного футболу:
| Дата       | Місце у рейтингу |
| ---------- | ---------------- |
| 20.12.2018 | 18               |
| 19.12.2019 | 22               |
| 10.12.2020 | 23               |
| 23.12.2021 | 13               |
| 28.12.2022 | 13               |

Станом на 02.12.2022 року, жіноча збірна України з пляжного футболу зайняла 5 місце серед світових команд з пляжного футболу: 

## Склад

### 2013
Список гравців, заявлених на Суперфінал Euro Beach Soccer League-2013 (Торредембарра, Іспанія), 8-11 серпня 2013 :
Головний тренер: Сергій Кучеренко
Помічник тренера: Сергій Боженко
Помічник тренера, тренер воротарів: Юрій Клименко.
| Ім'я                      | Клуб                                        | Рік нар. |
| ------------------------- | ------------------------------------------- | -------- |
| Віталій Сидоренко (в)     | «Артур М'юзік» (Київ) / «Строгіно» (Москва) | 1981     |
| Олександр Пославський (в) | «Євроформат» (Київ)                         | 1990     |
| Максим Назаренко          | «Євроформат» (Київ)                         | 1983     |
| Олег Зборовський          | «Артур М'юзік» (Київ) / «Динамо» (Москва)   | 1982     |
| Костянтин Андрєєв         | «Євроформат» (Київ)                         | 1986     |
| Андрій Євдокимов          | «Євроформат» (Київ)                         | 1984     |
| Дмитро Медвідь            | «Євроформат» (Київ)                         | 1988     |
| Олег Будзько              | «Євроформат» (Київ)                         | 1989     |
| Андрій Борсук             | «Артур М'юзік» (Київ) / «Строгіно» (Москва) | 1985     |
| Ігор Борсук               | «Артур М'юзік» (Київ) / «Строгіно» (Москва) | 1983     |
| Роман Пачев               | «Артур М'юзік» (Київ) / «Динамо» (Москва)   | 1987     |
| Олександр Корнійчук       | «Євроформат» (Київ) / «Динамо» (Москва)     | 1983     |

### 2021
Склад чоловічої збірної України з пляжного футболу у Суперфіналі Євроліги, Фігейра-да-Фош (вересень 2021 року): 
Головний тренер: Микола Костенко
Воротарі: Володимир Гладченко («Сервіт»), Андрій Неруш («Артур М'юзік»).
Польові гравці: Ігор Борсук («Артур М'юзік»), Андрій Борсук («Артур М'юзік»), Олег Зборовський (NC Beachsoccer), Дмитро Войтенко («Сервіт»), Олександр Корнійчук («Сервіт»), Юрій Щериця («Сервіт»), Андрій Пашко («Сервіт»), Ярослав Заворотний («Сервіт»), Дмитро Медвідь («Сервіт»), Максим Войток («Сервіт»).

### 2022
Склад чоловічої збірної України з пляжного футболу у Євролізі, Назаре (липень 2022 року): 
Головний тренер: Микола Костенко
Воротарі: Андрій Неруш («Гріффін»), Тарас Коваленко (NC Beachsoccer).
Польові гравці: Ігор Борсук («Леванте», Іспанія), Андрій Борсук («Артур М'юзік»), Олег Щитник (NC Beachsoccer), Олександр Корнійчук («ВІТ»), Юрій Щериця («ВІТ»), Дмитро Медвідь («ВІТ»), Максим Войток («ВІТ»), Дмитро Войтенко («Альтернатива»), Андрій Пашко («Альтернатива»), Ярослав Заворотний («Альтернатива»), Олександр Колесніков («Альтернатива»).

Склад жіночої збірної України з пляжного футболу у Євролізі, Назаре (липень 2022 року): 
Головний тренер: Юрій Клименко
Воротар: Ірина Славич.
Польові гравці: Юлія Дехтяр, Олеся Гранат, Марія Тихонова, Юлія Костюк, Анастасія Кліпаченко, Мирослава Випасняк, Ірина Василюк, Ганна Давиденко, Мар'яна Крамна.

Склад чоловічої збірної України з пляжного футболу у кваліфікації Всесвітніх пляжних ігор 2023 року та у другому етапі Євроліги-2022: 
Головний тренер: Микола Костенко
Воротарі: Андрій Неруш («Гріффін»), Тарас Коваленко (NC Beachsoccer).
Польові гравці: Ігор Борсук («Леванте», Іспанія), Олександр Корнійчук («ВІТ»), Іван Глуцький («ВІТ»), Максим Войток («ВІТ»), Юрій Щериця («ВІТ»), Дмитро Медвідь («ВІТ»), Дмитро Войтенко («Альтернатива»), Ярослав Заворотний («Альтернатива»), Андрій Пашко («Альтернатива»), Ігор Левченко («Альтернатива»), Олег Зборовський («Артур М'юзік»), Андрій Борсук («Артур М'юзік»).

Склад жіночої збірної України з пляжного футболу у кваліфікації Всесвітніх пляжних ігор 2023 року та у другому етапі Євроліги-2022: 
Головний тренер: Юрій Клименко
Воротар: Анастасія Терех. 
Польові гравці: Сніжана Воловенко, Юлія Дехтяр, Юлія Костюк, Ірина Василюк, Анастасія Кліпаченко, Олена Кирильчук, Мар'яна Крамна, Ірина Дубицька, Мирослава Випасняк, Марія Тихонова.